# Сарычев, Сергей Илларионович
Сергей Илларионович Сарычев (род. 26 апреля 1958, Волгоград) — советский рок-музыкант, композитор, вокалист и клавишник. Наиболее известен как клавишник группы «Круиз» и лидер собственной группы «Альфа».

## Биография
Родился 26 апреля 1958 года в Волгограде в семье сталевара и официантки. Жил в городе Волжский. В раннем детстве начал увлекаться музыкой — самостоятельно научился играть на баяне отца и гитаре матери. Окончил детскую музыкальную школу по классам баяна и фортепиано, затем учился в музыкальном училище по специальности хоровое дирижирование. В школьном возрасте начал проявлять серьёзный интерес к классике мирового рока — музыке Deep Purple, Black Sabbath, Pink Floyd, Led Zeppelin, AC/DC и др. В школе организовал свою первую группу «Школьные годы». Увлекался радиотехникой и использовал самодельные приставки в работе.
В 15 лет устроился в ансамбль одного из ресторанов г. Волжский. Спустя пять лет молодой музыкант стал участником ВИА «Волгари» (Волгоградская филармония). Затем, в 1980 году, была работа в ВИА «Шестеро молодых» Саратовской филармонии, ВИА «Молодые голоса». В том же 1980 году на базе ВИА «Молодые голоса» (Тамбовская филармония, рук. — Матвей Аничкин) была организована рок-группа «Круиз», одним из участников которой стал Сергей Сарычев. Песня Сарычева «Крутится волчок» за короткое время стала всесоюзным хитом. В 1983 году Сергей ушёл из «Круиза» и организовал свою группу, которую назвал «Альфа». Также «Альфа» — творческий псевдоним Сергея Сарычева, зарегистрированный во Всесоюзном агентстве авторского права (ВААП) в 1983 году.
В начале 1990-х годов Сарычев переехал на постоянное место жительства в США.

## Творчество
Подростком увлёкся роком, в девятом классе организовал свою первую группу «Школьные годы». Поскольку среди любимых групп юности Сарычев называет AC/DC, причиной названия, видимо, стала их кавер-версия одноимённой песни Чака Берри. Собирал блоки и приставки для инструментов. Самодельные динамики и ревербератор помогли группе занять первое место на фестивале школьных вокально-инструментальных ансамблей.
В 15 лет начинает выступать в ресторане «Южный» города Волгограда. Участник ВИА «Волгари» (1978—1980, Волгоградская филармония), «Шестеро молодых» (1980, Саратовская филармония), «Молодые голоса» (1980—1981, Тамбовская филармония), на основе которых в 1981 году возникла рок-группа «Круиз». Покинув «Круиз», организовал в 1983 году группу «Альфа», в которой был солистом, клавишником и автором песен до 1989 года. Автор популярных песен «Гуляка» и «Крутится волчок», а также «Театр», «Шторм», «Зеркало-река» и другие. Группой «Альфа» Сергея Сарычева было выпущено четыре официальных альбома, продававшихся в студиях звукозаписи СССР: 1983 год «Альфа 1» (второе название — «Расклейщик афиш»), 1984 год — «Бега», 1985 год — «Альфа 3», 1986 год — «Тёплый ветер».
В группе „Шестеро молодых“Сарычев был солистом, обычно в конце концерта пел „Bahama Mama“ из репертуара Boney M, а в „Молодых голосах“ —клавишником,  даже не вокалистом. Так продолжалось и в  «Круизе». Будучи музыкантом «Круиза», Сарычев написал музыку на стихи Расула Гамзатова (перевод Наума Гребнева) «Упрёков лёд» («Я несу к тебе упрёков лёд, Я как дождь, что за горой идёт»)  и сам исполнил её, что было исключением.
Проживает в США, недалеко от Лос-Анджелеса, сотрудничает с американскими кинокомпаниями, продюсирует молодых музыкантов.

## Дискография
- «Круиз» Крутится волчок, 1981
- «Круиз» Послушай, человек, 1982
- «Альфа» Альфа 1 (Расклейщик афиш), 1983
- «Альфа» Альфа 2 (Бега), 1984
- «Альфа» Альфа 3, 1985
- «Альфа» Альфа 4 (Тёплый ветер), 1986
- Ретроспективный сборник группы «Круиз» вышел в серии «Легенды русского рока».

## Песни
- Я не имею права (Запись 27.09.2011)
- Я сделан из такого вещества